# ليندسي شابمان
ليندسي شابمان (بالإنجليزية: Lindsey Chapman)‏ هي مقدمة برامج إذاعية بريطانية، ولدت في 30 يوليو 1984 في Beverley ‏ في المملكة المتحدة.